# جزیره جنوبی
جزیره جنوبی (به انگلیسی: South Island، به مائوری: Te Wai Pounamu) با مساحت ۱۵۱٬۲۱۵ کیلومتر مربع، بزرگترین جزیره از دو جزیرهٔ اصلی نیوزیلند است. جزیرهٔ دیگر جزیره شمالی نام دارد که در مقایسه با جزیرهٔ جنوبی پرجمعیت‌تر می‌باشد. تنگه کوک در شمال، دریای تاسمان در غرب و اقیانوس آرام در جنوب و شرق، مرزهای جغرافیایی این جزیره را تشکیل می‌دهد. جزیرهٔ جنوبی را گاه «سرزمین اصلی» نیز می‌نامند. این جزیره ۳۳٪، خشکی بیشتری در مقایسه با جزیرهٔ شمالی دارد با این حال تنها ۲۴٪ از جمعیت ۴٬۴ میلیون نفری نیوزیلند در جزیرهٔ جنوبی ساکنند. این جزیره در دههٔ ۱۸۶۰ که تب جستجوی طلا بالاگرفته بود بیشترین سکنهٔ اروپایی را داشت اما در اوایل سدهٔ بیستم این جزیرهٔ شمالی بود که جمعیت بیشتری داشت. در سال ۱۹۱۱ تقریباً ۵۶٪ کل جمعیت نیوزیلند در این جزیره زندگی می‌کردند. همچنین کار و تجارت نیز به جزیرهٔ شمالی منتقل شده‌بود و این موضوع در طول سدهٔ بیستم نیز ادامه داشت. جمعیت جزیرهٔ جنوبی در سال ۲۰۱۰ برابر با ۱٬۰۳۸٬۳۰۰ نفر بود.

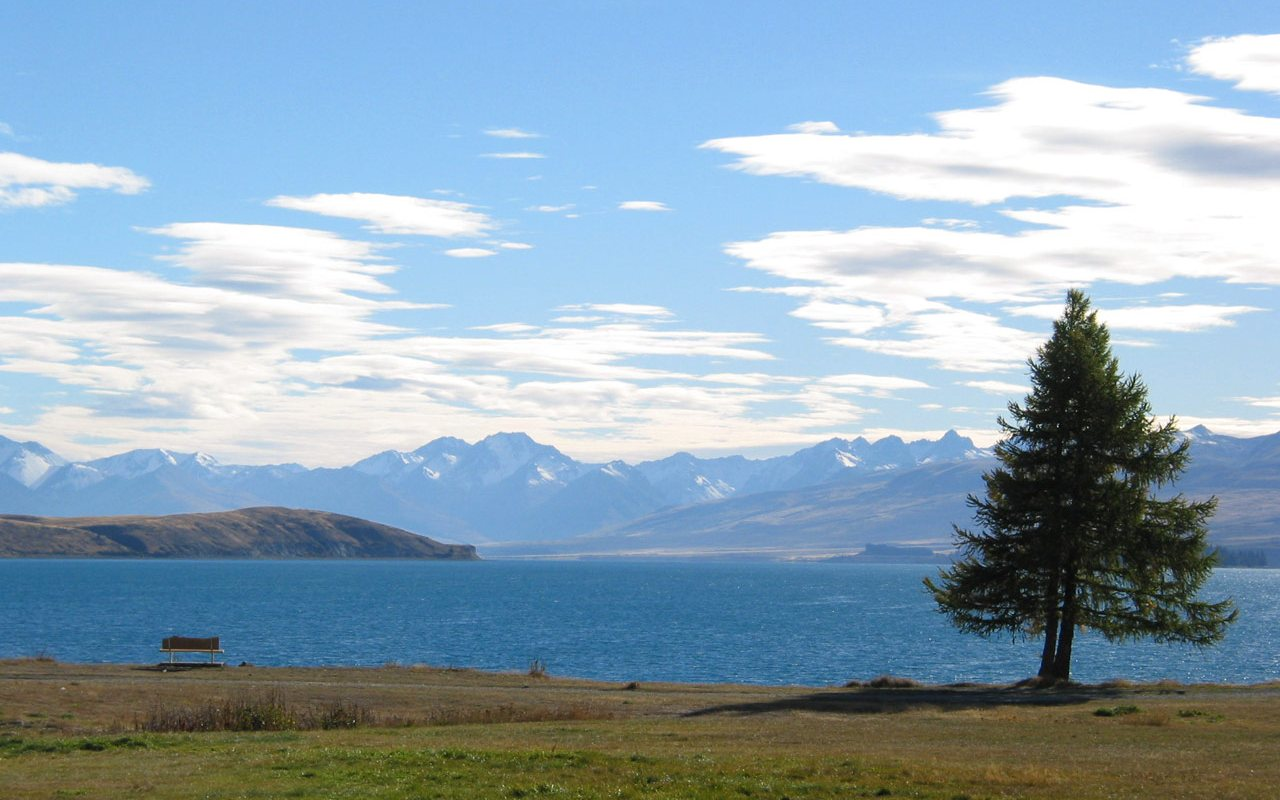